# Барра-да-Эстива
Барра-да-Эстива (порт. Barra da Estiva)  —  муниципалитет в Бразилии, входит в штат Баия. Составная часть мезорегиона Юго-центральная часть штата Баия. Входит в экономико-статистический микрорегион Сеабра. Население составляет 29 687 человек на 2006 год. Занимает площадь 1401,979 км². Плотность населения — 21,2 чел./км².

## История
Город основан в 1890 году.

## Статистика
- Валовой внутренний продукт на 2003 год составляет 45 177 154,00 реалов (данные: Бразильский институт географии и статистики).
- Валовой внутренний продукт на душу населения на 2003 год составляет 1656,24 реалов (данные: Бразильский институт географии и статистики).
- Индекс развития человеческого потенциала на 2000 год составляет 0,639 (данные: Программа развития ООН).

## География
Климат местности: сухой.